# Караполци
Караполци (болг. Караполци) — село в Болгарии. Находится в Софийской области, входит в общину Елин-Пелин. Население составляет 143 человека (2022).

## Политическая ситуация
Караполци подчиняется непосредственно общине и не имеет своего кмета.
Кмет (мэр) общины Елин-Пелин — Галя Симеонова Георгиева (Граждане за европейское развитие Болгарии (ГЕРБ)) по результатам выборов в правление общины.